# قلم حرارتی (پزشکی)

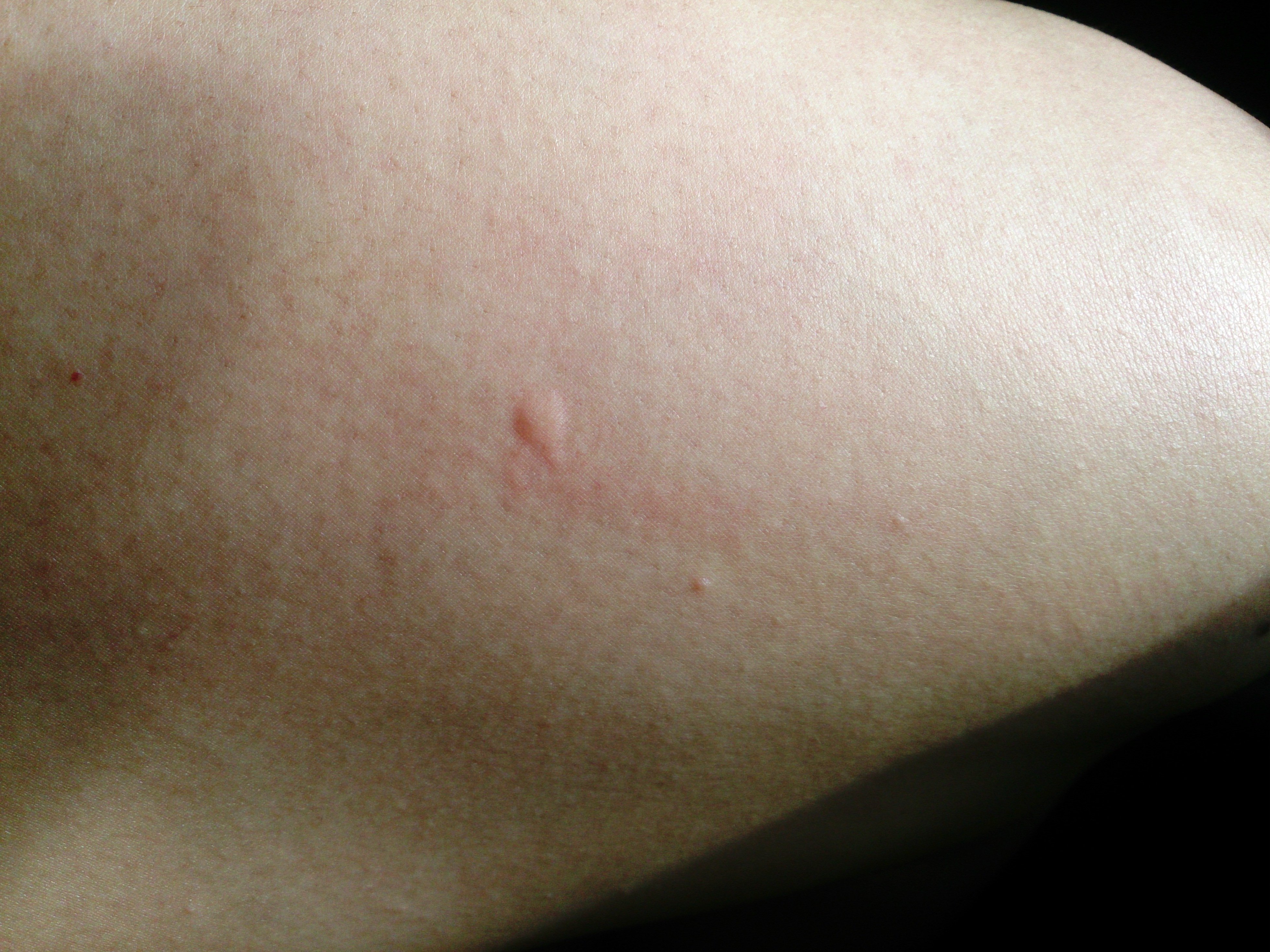
نیش پشه

قلم حرارتی وسیله ای است که برای کاهش اثرات نیش حشرات (به عنوان مثال نیش زنبور یا پشه) با حرارت دادن مختصر پوست استفاده می‌شود.
قلم حرارتی به شکل یک دستگاه شبیه قلم یا یک اتصال USB موجود است.

## اثر
یک قلم حرارتی دارای یک صفحه سرامیکی یا فلزی در نوک آن است که گرمای ۵۰ تا ۶۰ درجه سلسیوس را ایجاد می‌کند. قلم به مدت ۳ تا ۱۰ ثانیه با ناحیه ای از پوست که از گزش حشرات آسیب دیده در تماس است و باعث می‌شود پوست به‌طور مختصر تا ۵۰ تا ۵۳ درجه گرم شود. گرما فرآیندهای مختلف فیزیولوژیکی را فعال می‌کند. به عنوان مثال، فرض بر این است که پروتئین‌های حشرات از بین می‌روند (دناتوره می‌شوند) و ترشح هیستامین بدن کاهش می‌یابد. این منجر به تسکین علائم می‌شود، به عنوان مثال از خارش اجتناب می‌شود. به دلیل زمان کوتاه استفاده، پوست آسیب نمی‌بیند. اثر مثبت قلم حرارتی را می‌توان با یک مطالعه تأیید کرد.
روش مشابهی نیز برای درمان تبخال استفاده می‌شود.